# 阿皮亞 (里薩拉爾達省)
阿皮亞是哥倫比亞的城鎮，位於該國中西部，由里薩拉爾達省負責管轄，始建於1892年，面積214平方公里，海拔高度1,630米，主要經濟活動是農業，2005年人口16,886。